# 富岡邦明
富岡 邦明（とみおか くにあき、1977年- ）は、日本の占い師、ミュージシャン、ギタリスト。東京都出身。山梨学院大学附属高等学校卒。コロラドハイツ大学文学部卒。富岡敬明の子孫
渡米留学中にカバラ数秘術の本を読み、1998年より独学で数秘術を研究。ビジネスコンサルティングも行う。日本へ帰国後、総合格闘技クラブを5年間経営。

## 著書
- 『お金に困らない住所』